# Inclusione (mineralogia)
Un'inclusione in mineralogia è definita come qualunque materiale che è stato intrappolato all'interno di un minerale durante la sua formazione.
Solitamente le inclusioni sono formate da altri minerali o rocce ma possono essere costituite anche da acqua, gas o petrolio. Le inclusioni liquide o di vapore sono conosciute anche come inclusioni fluide.